# 生長の家学生会全国総連合
生長の家学生会全国総連合（せいちょうのいえがくせいかいぜんこくそうれんごう）は、日本の民族派学生組織。1966年5月1日に結成された。現在は生長の家青年会の直轄組織として、地球環境問題や生命倫理運動に取り組んでいる。略称は生学連（せいがくれん）。

## 概要

### 全国学協結成まで
生長の家は、戦後になり生長の家学徒連盟が結成され、高校生や大学生の信徒が組織化されていた。この生長の家学徒連盟がのちに単位宗教法人格を有し、生長の家青年会となる。その後、各地の生長の家の高校生信徒が結成した「理想世界の集い」を束ねる組織として、1960年5月1日に生長の家高校生連盟（生高連）が結成された。
1966年5月1日、生長の家学生会全国総連合（生学連）は大学に進んだ生高連信徒らによって結成された。生長の家の真理を広めることを目的に結成されたが、教団が優生保護法反対運動を展開するにしたがって政治色が強くなり、のちに教団内部で「飛田給派」という一大派閥を作って「本部派」と対立するようになった。
当初は、椛島有三（長崎大学）が1969年5月に立ち上げた全国学生自治体連絡協議会（全国学協）にも参加するなど、右派色が強い組織であり、のちに保守派の活動家となる高橋史朗（早稲田大学）、鈴木邦男（早稲田大学）らを輩出した。全国学協結成時点では、後に生長の家青年会会長となる森田征史（本部勤務）が委員長であった。このとき、全国学協の委員長には鈴木が、書記長には安東巌（長崎大学）が選出されるなど、全国学協の結成に主導的な役割を果たした。だが、日本学生同盟との距離を巡って執行部内部で対立があり、全国学協委員長で生学連書記長でもあった鈴木が運動から離脱するという事態を招いた（後述）。高橋史朗（当時の姓は土橋）も生学連の委員長を務めた。

### 全国学協の分裂と日青協との関係強化
全国学協成立後も、運動は分裂を含むものとなった。生学連OBが主導となって日本青年協議会（日青協）も結成していたが、日青協と学協執行部の対立も深まっていた。
その結果、全国学協の親日青協派が反憲法学生委員会全国連合（反憲学連）を結成すると、生学連もそれと一体となって活動を行った。だが、その右翼的な活動については、教団内の「本部派」から疑問の声が挙がっており、教団では生学連出身の幹部を名指しで非難する怪文書が広まったり、青年会総裁であった谷口清超の息子である谷口雅宣（のちの生長の家二代目総裁）が生学連へ参加しなかったりするなどの事態となった。
反憲学連と生学連の一体化が進むにつれ、生学連は政治活動を積極的に推進し生長の家政治連合との関係も深まった。これについて生長の家政治連合の組織内候補であった元参議院議員の村上正邦は「彼らはいつ爆発するかわからない若いエネルギーをたくさん蓄えていました」と述べている。

### 政治活動からの撤退から現在へ
生学連OBらの「飛田給派」は、1982年には「本部派」の教団理事長を事実上の更迭に追い込み、生学連の政治活動も盛んにおこなわれていた。しかし、その翌年の1983年に生長の家政治連合は活動を停止し、1985年には生学連の中央執行委員会が規約改正により解体、各地の教区青年会の生学連対策部が各大学の生長の家学生会を直接指導する形となった。同時に、「飛田給派」の拠点であった「生長の家青年局」も解体されたため、生学連はこれまでのように政治運動のための指導を受けることは、なくなった。
現在でも、生長の家青年会の会則中には、生学連の存在が明記されている。2015年以降は、「生長の家青年会ヴィジョン」が制定され、「個人の救済」と「新しい文明の構築」を目的とした活動を行うようになった。

## 他の団体との関係

### 生長の家青年会・生長の家高校生連盟
前述のとおり、現在では生学連は全国組織としては事実上解体されており、単位組織である生長の家学生会が各地の教区青年会の生学連対策部の指導を受けて活動している。生長の家高校生連盟（生高連）も同様であり、また、生学連には生高連のOBが多いとされている。
ただし平成に、3代目生長の家総裁となる谷口雅宣は高校時代には生高連に所属していたが、生学連には所属していなかったことでもわかるように、青年会・生高連・生学連の三社が必ずしも一体の組織として活動しているわけではない。

### 全国学生自治体連絡協議会
全国学生自治体連絡協議会の初代委員長の鈴木邦男と初代書記長の安東巌は、ともに生学連に所属していた。しかし、のちに彼らは対立し、一か月もたたずに鈴木邦男は全国学生自治体連絡協議会から脱退した。

### 日本協議会・日本青年協議会
かつては生学連のOBが多数所属していたが、日本青年協議会が谷口雅春先生に学ぶ会や新教育者連盟といった生長の家本流運動系の組織と関係を深めたことなどから、現在では協力関係にはなく、むしろ対立的である。
安東巌は生学連のOBとして日本青年協議会に所属していたが、教団の職員として2012年に定年退職するまで勤務していた。現在では教団や谷口雅宣を批判している。椛島有三も生学連のOBであり、日本協議会の会長をしているが、生学連の所属している教団に対して訴訟を行う、生長の家本流運動系・生長の家社会事業団を支援するなどしている。こうした経緯により近年の生学連は、日本青年協議会とは協力関係の情報はない。